# レディバグ (競走馬)
レディバグ（欧字名:Ladybug、2018年4月28日 - ）は、日本の競走馬。2023年のスパーキングレディーカップの勝ち馬である。
馬名の意味は、てんとう虫。

## 戦績

### 2歳（2020年）
11月14日に阪神競馬場で行われた2歳新馬戦で、酒井学を鞍上に迎えデビュー。9番人気の評価であったが中団追走から上がっていき、直線で先頭に立って後続を突き放し2着の6番人気ヒヤに5馬身差をつけ優勝した。鞍上の酒井は「スタートから外へ逃げていました。3コーナーでも外にモタれて、ムチを入れて修正しながら進めました。4コーナーの手前でバランスが戻って、前に詰め寄って行きました。（中略）レースを見る限り、1200mよりはこのくらいが良さそうです」とコメントした。
続いて12月2日に園田競馬場で行われた兵庫ジュニアグランプリ（JpnII）に出走。レースでは内目を通って3番手を追走。一旦は差を広げられたが4コーナーを回るところで外に持ち出し、ゴール前迫ったが逃げたデュアリストの2着に敗れた。

### 3歳（2021年）
3歳初戦として、2月21日に東京競馬場で行われたヒヤシンスステークス（Listed）に出走。4番人気に推されたレースでは、ラペルーズの3着に敗れた。その後はオープン特別のレースに3回出走するも、2着2回と惜しいレースが続いた。
6月26日に東京競馬場で行われた日野特別（2勝クラス）に初コンビとなる戸崎圭太を鞍上に迎え出走。初の古馬との対戦となったレースでは、スタートから終始好位を追走し後を追う11番人気のダイワドノヴァンを2馬身半突き放し優勝した。鞍上の戸崎は「強いメンバーと戦ってきた馬ですし、力は上だと思っていましたし、レースが上手です。古馬相手でも十分やれると思っていました」とコメントした。
続いて9月26日に中京競馬場で行われた桶狭間ステークス（3勝クラス）に松山弘平を鞍上に迎え出走。レースではスタート直後から好位につけると、迫り来る2番人気のサンライズラポールを2馬身半差で振り切り優勝し自身2連勝とした。鞍上の松山は「スタート良く、良いポジションで流れに乗って競馬をしてくれました。こういう馬場も苦にせず、良いスピードを見せてくれました。まだまだ勝ち方にも余裕がありましたし、これから上のクラスに行っても楽しみです」とコメントした。その後、11月21日の霜月ステークスでは4着に敗れ、3歳シーズンを終えた。

### 4歳（2022年）
4歳初戦として1月16日に小倉競馬場で行われた門司ステークス（OP）に出走。3番人気に推されたが、8着に敗れた。
その後も勝ち切れないレースが続いたが、5月15日に中京競馬場で行われた栗東ステークス（Listed）では前半3Fが33秒7と流れ、後方13番手を追走。直線で外から鋭く伸びると、先に抜け出した4番人気ヴァニラアイスをゴール前で差し切ってこれに半馬身差をつけ優勝。オープン初勝利を果たした。鞍上の酒井は「返し馬でいつもより噛み気味で、この感じで競馬に行ってくれないかなと思っていました。レースでは確実にペースが速いと思いました。思い切って外へ出すと反応してくれたのですが、そこでステッキを落としてしまいました。（中略）勝ち切ってくれてありがたいです。ハマる展開になれば脚を使ってくれます。1400mから1600mがベストだと思います」と振り返った。
続いて7月6日に川崎競馬場で行われたスパーキングレディーカップ（JpnIII）に出走。3番人気で迎えたレースでは、最後の直線で追い込むも届かずショウナンナデシコの2着に敗れた。8月25日に佐賀競馬場で行われたサマーチャンピオン（JpnIII）では3番人気に推されたが、シャマルの5着に敗れた。秋に入り、レディスプレリュードは7着、ペルセウスステークスは4着に敗れて4歳シーズンを終えた。

### 5歳（2023年）
5歳初戦として1月29日に東京競馬場で行われた根岸ステークス（GIII）に出走し、初の二桁着順となる10着に敗れると、続くコーラルステークスでも6着に終わる。
4月12日に船橋競馬場で行われたマリーンカップ（JpnIII）に出走。レースでは3番手を追走し、最後の直線では1番人気ペルアアに5馬身差を付けられ2着に敗れた。
5月14日の栗東ステークス4着を挟んで、7月5日に川崎競馬場で行われた前年2着のスパーキングレディーカップ（JpnIII）に出走。レースでは好スタートから2番手を追走。ラスト200m過ぎで逃げたノーブルシルエットを捉えて抜け出し、後方3番手から馬群を捌いて猛追した1番人気スピーディキックをアタマ差で振り切り優勝。交流重賞7度目の挑戦で重賞初タイトルを手にした。鞍上の酒井は「ずっとコンビを組ませていただいていた馬なので、とにかく本当にうれしかったです。最近ちょっとスタートして勢いが持続できない感じ、追走が厳しいことが多かったんですけど、きょうはスムーズに追走できていた。（中略）兄が先日調教師になった酒井忍なんですが、ゆかりのある場所で重賞を勝つことが出来て光栄に思っています」とコメントした。その後、サマーチャンピオン（JpnIII）3着を挟み、盛岡競馬場のマイルチャンピオンシップ南部杯（JpnI）では3着と好走。大井競馬場でのJBCレディスクラシック（JpnI）に臨んだが7着に終わった。

### 6歳（2024年）
3月9日に阪神競馬場で行われたコーラルステークス（L）では負担重量55.5kgを背負い、9番人気の低評価だったが、厩舎開業初出走初勝利を目指した福永祐一厩舎で2番人気のレオノーレをゴール前で鼻差差し切って6勝目を挙げた。このレースが現役最終戦となり、3月15日付で競走馬登録を抹消された。引退後は繁殖牝馬として供用される予定。

## 競走成績
以下の内容は、JBISサーチおよびnetkeiba.comの情報に基づく。
| 競走日     | 競馬場 | 競走名             | 格     | 距離（馬場）  | 頭 数 | 枠 番 | 馬 番 | オッズ （人気） | 着順 | タイム （上り3F） | 着差 | 騎手      | 斤量 [kg] | 1着馬（2着馬）         | 馬体重 [kg] |
| ---------- | ------ | ------------------ | ------ | ------------- | ----- | ----- | ----- | --------------- | ---- | ----------------- | ---- | --------- | --------- | ---------------------- | ----------- |
| 2020.11.14 | 阪神   | 2歳新馬            |        | ダ1400m（良） | 16    | 5     | 9     | 051.80（9人）   | 01着 | R1:25.6（37.1）   | -0.8 | 0酒井学   | 54        | （ヒヤ）               | 450         |
| 0000.12.02 | 園田   | 兵庫ジュニアGP     | JpnII  | ダ1400m（良） | 11    | 2     | 2     | 012.00（4人）   | 02着 | R1:27.0（37.4）   | -0.1 | 0酒井学   | 54        | デュアリスト           | 444         |
| 2021.02.21 | 東京   | ヒヤシンスS        | L      | ダ1600m（良） | 12    | 8     | 11    | 011.30（4人）   | 03着 | R1:37.1（36.0）   | -0.3 | 0酒井学   | 54        | ラペルーズ             | 448         |
| 0000.03.27 | 中山   | 伏竜S              | OP     | ダ1800m（良） | 14    | 4     | 5     | 005.90（3人）   | 08着 | R1:53.5（39.0）   | -1.4 | 0酒井学   | 54        | ゴッドセレクション     | 440         |
| 0000.05.02 | 阪神   | 端午S              | OP     | ダ1400m（稍） | 16    | 6     | 12    | 005.60（3人）   | 02着 | R1:23.8（37.3）   | -0.3 | 0酒井学   | 54        | ルーチェドーロ         | 450         |
| 0000.05.16 | 東京   | 青竜S              | OP     | ダ1600m（良） | 12    | 2     | 2     | 006.50（2人）   | 02着 | R1:36.1（36.0）   | -0.0 | 0酒井学   | 54        | ゲンパチフォルツァ     | 452         |
| 0000.06.26 | 東京   | 日野特別           | 2勝    | ダ1600m（良） | 16    | 8     | 16    | 001.90（1人）   | 01着 | R1:35.8（35.8）   | -0.4 | 0戸崎圭太 | 53        | （ダイワドノヴァン）   | 454         |
| 0000.09.26 | 中京   | 桶狭間S            | 3勝    | ダ1400m（不） | 16    | 3     | 5     | 001.90（1人）   | 01着 | R1:22.4（36.6）   | -0.4 | 0松山弘平 | 53        | （サンライズラポール） | 456         |
| 0000.11.21 | 東京   | 霜月S              | OP     | ダ1400m（良） | 16    | 1     | 2     | 003.60（2人）   | 04着 | R1:24.2（36.2）   | -0.5 | 0酒井学   | 52        | ヘリオス               | 450         |
| 2022.01.16 | 小倉   | 門司S              | OP     | ダ1700m（良） | 15    | 6     | 10    | 006.30（3人）   | 08着 | R1:45.9（37.2）   | -0.9 | 0酒井学   | 54        | エクレアスパークル     | 442         |
| 0000.03.12 | 阪神   | ポラリスS          | OP     | ダ1400m（良） | 16    | 5     | 9     | 007.20（4人）   | 05着 | R1:24.3（36.7）   | -0.5 | 0酒井学   | 54        | バティスティーニ       | 450         |
| 0000.04.13 | 船橋   | マリーンC          | JpnIII | ダ1600m（良） | 13    | 4     | 4     | 004.30（3人）   | 05着 | R1:44.7（41.6）   | -3.4 | 0酒井学   | 55        | ショウナンナデシコ     | 447         |
| 0000.05.15 | 中京   | 栗東S              | L      | ダ1400m（稍） | 16    | 8     | 16    | 008.00（3人）   | 01着 | R1:23.0（36.0）   | -0.1 | 0酒井学   | 53        | （ヴァニラアイス）     | 452         |
| 0000.07.06 | 川崎   | スパーキングLC     | JpnIII | ダ1600m（良） | 10    | 7     | 8     | 007.80（3人）   | 02着 | R1:41.2（38.7）   | -0.1 | 0戸崎圭太 | 55        | ショウナンナデシコ     | 462         |
| 0000.08.25 | 佐賀   | サマーチャンピオン | JpnIII | ダ1400m（不） | 12    | 4     | 4     | 004.50（3人）   | 05着 | R1:26.6（37.1）   | -1.1 | 0酒井学   | 54        | シャマル               | 464         |
| 0000.10.06 | 大井   | Lプレリュード      | JpnII  | ダ1800m（重） | 12    | 7     | 10    | 013.00（5人）   | 07着 | R1:53.9（38.7）   | -2.2 | 0酒井学   | 55        | プリティーチャンス     | 454         |
| 0000.10.30 | 東京   | ペルセウスS        | OP     | ダ1400m（良） | 16    | 7     | 14    | 021.00（5人）   | 04着 | R1:23.6（35.6）   | -0.9 | 0北村宏司 | 54        | レモンポップ           | 458         |
| 2023.01.29 | 東京   | 根岸S              | GIII   | ダ1400m（良） | 16    | 4     | 7     | 191.3（15人）   | 10着 | R1:23.9（36.0）   | -1.4 | 0酒井学   | 55        | レモンポップ           | 454         |
| 0000.03.11 | 阪神   | コーラルS          | L      | ダ1400m（良） | 16    | 5     | 10    | 039.3（11人）   | 06着 | R1:24.4（36.9）   | -0.4 | 0酒井学   | 55        | タガノビューティー     | 450         |
| 0000.04.12 | 船橋   | マリーンC          | JpnIII | ダ1600m（良） | 12    | 6     | 7     | 004.30（2人）   | 02着 | R1:42.7（38.0）   | -1.1 | 0酒井学   | 55        | ペルアア               | 446         |
| 0000.05.14 | 京都   | 栗東S              | L      | ダ1400m（重） | 16    | 8     | 16    | 017.90（8人）   | 04着 | R1:24.7（36.6）   | -1.3 | 0酒井学   | 55        | アイオライト           | 452         |
| 0000.07.05 | 川崎   | スパーキングLC     | JpnIII | ダ1600m（良） | 9     | 7     | 7     | 008.90（4人）   | 01着 | R1:41.3（38.2）   | -0.0 | 0酒井学   | 55        | （スピーディキック）   | 461         |
| 0000.08.31 | 佐賀   | サマーチャンピオン | JpnIII | ダ1400m（良） | 12    | 7     | 9     | 004.00（3人）   | 03着 | R1:26.2（36.1）   | -0.6 | 0酒井学   | 55.5      | サンライズホーク       | 465         |
| 0000.10.09 | 盛岡   | MCS南部杯          | JpnI   | ダ1600m（稍） | 14    | 4     | 6     | 083.40（7人）   | 03着 | R1:35.9（35.9）   | -2.1 | 0酒井学   | 55        | レモンポップ           | 466         |
| 0000.11.03 | 大井   | JBCLクラシック     | JpnI   | ダ1800m（良） | 12    | 5     | 5     | 027.80（8人）   | 07着 | R1:55.4（40.4）   | -2.5 | 0酒井学   | 55        | アイコンテーラー       | 462         |
| 2024.03.09 | 阪神   | コーラルS          | L      | ダ1400m（良） | 16    | 7     | 13    | 025.90（9人）   | 01着 | R1:23.8（36.3）   | -0.0 | 0酒井学   | 55.5      | （レオノーレ）         | 464         |

## 血統表
| レディバグの血統                                   | レディバグの血統                            | レディバグの血統                            | （血統表の出典）                            | （血統表の出典）  |
| 父系                                               | キングマンボ系 （ミスタープロスペクター系） | キングマンボ系 （ミスタープロスペクター系） | キングマンボ系 （ミスタープロスペクター系） | [ § 2 ]           |
| 父 ホッコータルマエ 鹿毛 2009 北海道浦河町         | 父の父キングカメハメハ 鹿毛 2001            | Kingmambo                                   | Mr. Prospector                              | Mr. Prospector    |
| 父 ホッコータルマエ 鹿毛 2009 北海道浦河町         | 父の父キングカメハメハ 鹿毛 2001            | Kingmambo                                   | Miesque                                     |                   |
| 父 ホッコータルマエ 鹿毛 2009 北海道浦河町         | 父の父キングカメハメハ 鹿毛 2001            | *マンファス                                 | *ラストタイクーン                           | *ラストタイクーン |
| 父 ホッコータルマエ 鹿毛 2009 北海道浦河町         | 父の父キングカメハメハ 鹿毛 2001            | *マンファス                                 | Pilot Bird                                  |                   |
| 父 ホッコータルマエ 鹿毛 2009 北海道浦河町         | 父の母マダムチェロキー 鹿毛 2001            | Cherokee Run                                | Runaway Groom                               | Runaway Groom     |
| 父 ホッコータルマエ 鹿毛 2009 北海道浦河町         | 父の母マダムチェロキー 鹿毛 2001            | Cherokee Run                                | Cherokee Dame                               |                   |
| 父 ホッコータルマエ 鹿毛 2009 北海道浦河町         | 父の母マダムチェロキー 鹿毛 2001            | *アンフォイルド                             | Unbridled                                   | Unbridled         |
| 父 ホッコータルマエ 鹿毛 2009 北海道浦河町         | 父の母マダムチェロキー 鹿毛 2001            | *アンフォイルド                             | Bold Foil                                   |                   |
| 母 フェバリットガール 黒鹿毛 2006 北海道新ひだか町 | 母の父ダンスインザダーク 鹿毛 1993          | *サンデーサイレンス                         | Halo                                        | Halo              |
| 母 フェバリットガール 黒鹿毛 2006 北海道新ひだか町 | 母の父ダンスインザダーク 鹿毛 1993          | *サンデーサイレンス                         | Wishing Well                                |                   |
| 母 フェバリットガール 黒鹿毛 2006 北海道新ひだか町 | 母の父ダンスインザダーク 鹿毛 1993          | *ダンシングキイ                             | Nijinsky II                                 | Nijinsky II       |
| 母 フェバリットガール 黒鹿毛 2006 北海道新ひだか町 | 母の父ダンスインザダーク 鹿毛 1993          | *ダンシングキイ                             | Key Partner                                 |                   |
| 母 フェバリットガール 黒鹿毛 2006 北海道新ひだか町 | 母の母ソロシンガー 鹿毛 1993                | *リヴリア                                   | Riverman                                    | Riverman          |
| 母 フェバリットガール 黒鹿毛 2006 北海道新ひだか町 | 母の母ソロシンガー 鹿毛 1993                | *リヴリア                                   | Dahlia                                      |                   |
| 母 フェバリットガール 黒鹿毛 2006 北海道新ひだか町 | 母の母ソロシンガー 鹿毛 1993                | ミストモカゼ                                | *ボールドラツド                             | *ボールドラツド   |
| 母 フェバリットガール 黒鹿毛 2006 北海道新ひだか町 | 母の母ソロシンガー 鹿毛 1993                | ミストモカゼ                                | シミズトモカゼ                              |                   |
| 母系(F-No.)                                        | ミスパロー系(FN:7-f)                        | ミスパロー系(FN:7-f)                        | ミスパロー系(FN:7-f)                        | [ § 3 ]           |
| 出典                                               | 1. 2. 3.                                    | 1. 2. 3.                                    | 1. 2. 3.                                    | 1. 2. 3.          |

- 母の半兄ラントゥザフリーズは2003年共同通信杯（GIII）勝ち馬。